# Stary Julianów
Stary Julianów (niem. Alt Juliansdorf) – wieś w Polsce położona w województwie dolnośląskim, w powiecie wałbrzyskim, w gminie Walim.
Do 2023 r. miejscowość była częścią wsi Dziećmorowice.
Do roku 1945 do wsi zaliczano kolonię (przysiółek) Schwarzgraben. Po drugiej wojnie światowej przemianowano ją na Czernik. W 1575 na terenie kolonii, między Starym Julianowem a Dziećmorowicami, funkcjonowała kopalnia srebra Johann Georg. W 1711 uruchomiono tu kopalnię Gabe Gottes (Dar Boży), a w l. 30. XVIII w. Hochbergowie z Książa uruchomili kolejną kopalnię o nazwie Kaiser Heinrich. Po wojnie prusko-austriackiej głębiony szyb osiągnął głębokość ok. 80 m. Dzięki temu natrafiono na bogatą (ok. 1 m miąższości) żyłę zawierającą skupienia galeny, minerałów arsenu i miedzi, w których występowały drobne ilości srebra. W latach 1949–1952 przystąpiono do udostępnienia i odbudowy dawnych podziemnych wyrobisk górniczych w celu pozyskiwania rud uranu, w tym celu udostępniono 11500 m wyrobisk. na dziesięciu poziomach eksploatacyjnych. Pozyskano tu ogółem 6211,5 kg uranu. Kopalnię zamknięto w 1956, a samą osadę zlikwidowano.
Od 2022 r. Stary Julianów jest sołectwem

## Podział administracyjny
W latach 1975–1998 miejscowość administracyjnie należała do województwa wałbrzyskiego.